# オラネキシジン
オラネキシジン（Olanexidine）は、ビグアニド系の殺菌剤の一つである。商品名オラネジン。グルコン酸塩が用いられる。

## 効能・効果
手術部位（手術野）の皮膚の消毒
創傷部位（手術創を含む切創、びらん、潰瘍等）や粘膜には使用できない。

## 副作用
治験で見られた副作用は、適用部位皮膚炎、適用部位紅斑、適用部位瘙痒感各1例であった（計5.8%）。